# Somni lúcid
Un somni lúcid és el somni que té lloc mentre l'individu és conscient que està somniant. Aquesta consciència fa que de vegades es pugui "dirigir" el somni alterant les imatges o esdeveniments representats, extrem que ha portat a determinats investigadors a negar l'existència dels somnis lúcids, que serien recreacions mentals on el subjecte està realment despert Els seus defensors argumenten que els ulls dels afectats es mouen de la mateixa manera que durant els somnis ordinaris i les persones no tenen la sensació d'estar despertes.
El primer pensador a parlar dels somnis lúcids fou Aristòtil però qui va encunyar el terme i va iniciar-ne l'estudi científic va ser Frederik van Eeden al segle xix. Estadísticament són més freqüents els somnis lúcids que es creen des del somni normal (comença el somni i llavors alguna àrea del cervell alerta que allò viscut no és real) que des de la vigília. No guarden cap relació amb la versemblança del contingut del somni, és a dir, per molt fantasiós que sigui el contingut oníric, la majoria de persones no s'adonaran que forma part d'un somni fins a despertar-se.
Alguns corrents de ioga, com el ioga nidra, entrenen les persones per tenir somnis lúcids o induir-los com a forma d'assolir una millor concentració en la meditació i comprensió del cosmos. Es relaciona igualment amb el xamanisme i certs ritus socials d'Oceania.

## Fenòmens propers
Existeixen diferents somnis o fenòmens similars propers al somni lúcid. El somni prelúcid és aquell estat on la persona que somnia comença a ser conscient que el que està percebent no és real i que pot estar adormida, es produeix llavors una oscil·lació en l'estat de consciència fins a despertar.
La paràlisi del son, tot i no implicar somni, té efectes semblants ja que la consciència està activa però el cos actua com si estigués adormit. La ment pot controlar i dirigir imatges però no moure òrgans.
El fals despertar està a mig camí entre els fenòmens anteriors i el somni lúcid. En ell, el subjecte creu estar despert però no ho està i va caient en diferents somnis que s'alternen amb somnis prelúcids o lúcids de rapida alternança.
El succés contrari és el microson, on una persona cau adormida durant segons de manera repetida durant un període de vigília (usualment per manca de son repetida o per alguna malaltia) i en aquests lapses es poden produir imatges a mig camí entre el somni i la realitat. Sovint la persona no és conscient del microson, per exemple si es produeix mentre condueix, fet que pot portar a accidents o altres problemes. També té lloc quan hom intenta adormir però li costa i va caient en microestats de manca de consciència, per exemple quan es vol fer una migdiada però no es concilia el son. Després del microson augmenta la sensació de fatiga.